# Asterropteryx spinosa
Asterropteryx spinosa és una espècie de peix de la família dels gòbids i de l'ordre dels perciformes.

## Morfologia
- Els mascles poden assolir 4,6 cm de longitud total.[4][5]

## Hàbitat
És un peix marí, de clima subtropical i associat als esculls de corall que viu entre 3-15 m de fondària.

## Distribució geogràfica
Es troba des de les Maldives fins a Nova Caledònia, el sud del Japó i Tonga.

## Observacions
És inofensiu per als humans.